# Lullaby (canción de Nickelback)
«Lullaby» —en español: «Canción de cuna»— es el cuarto sencillo del séptimo álbum de estudio de la banda canadiense de rock Nickelback, Here And Now.

## Vídeo musical
El video musical de "Lullaby", dirigido por Nigel Dick, fue rodado en una fábrica en California el 28 de enero de 2012. Se estrenó el 22 de marzo en VH1.
El video muestra una narración construida entremezclados con tomas de la banda tocando en un edificio "abandonado". También regresa a las historias emocionalmente desgarradorras, que la banda había utilizado anteriormente en los vídeos musicales como "Someday", "Never Gonna Be Alone" y "Far Away".

## Lista de canciones
Sencillo en CD (RR 3618-2)
1. "Lullaby" – 3:48
2. "If Today Was Your Last Day" – 4:08

Promo CD sencillo (PRO16951)
1. "Lullaby" (Pop Mix Edit) – 3:28
2. "Lullaby" (Pop Mix) – 3:38
3. "Lullaby" (Versión del álbum) – 3:48

## Posiciones en la lista
| Listas (2011-12)                            | Máxima posición |
| ------------------------------------------- | --------------- |
| Alemania (Media Control AG)                 | 36              |
| Australia (ARIA)                            | 58              |
| Austria (Ö3 Austria Top 40)                 | 27              |
| Bélgica (Flandes) (Ultratip Bubbling Under) | 3               |
| Canadá (Canadian Hot 100)                   | 52              |
| Canadá (Canadian Adult Contemporary)        | 21              |
| Eslovaquia (Rádio Top 100)                  | 99              |
| Estados Unidos (Billboard Hot 100)          | 89              |
| Estados Unidos (Adult Pop Songs)            | 15              |
| Reino Unido (The Official Charts Company)   | 194             |
| Reino Unido (UK Rock Chart)                 | 3               |
| Suiza (Schweizer Hitparade)                 | 45              |

### Certificaciones
| País      | Certificación | Fecha                | Ventas certificadas | Ref.   |
| --------- | ------------- | -------------------- | ------------------- | ------ |
| Australia | Oro           | 2012                 | 35 000              | [ 15 ] |
| Canadá    | Oro           | 27 de agosto de 2012 | 40 000              | [ 16 ] |

## Personal
- Chad Kroeger – voz
- Mike Kroeger – bajo
- Daniel Adair – batería, coros
- Ryan Peake – piano, coros
- Rob Dawson - Guitarra acústica